# Hugh Cholmondeley (5e baron Delamere)
Pour les articles homonymes, voir Hugh Cholmondeley.
Hugh George Cholmondeley, 5e baron Delamere, né le 18 janvier 1934 et mort le 7 octobre 2024, est un pair britannique et une figure bien connue de l'évolution et du développement du Kenya postcolonial. Il fait ses études au Magdalene College, Cambridge. Il est propriétaire du vaste ranch Soysambu au Kenya.

## Biographie
Lord Delamere est le fils aîné de Thomas Cholmondeley (4e baron Delamere), auquel il succède comme baron en 1979 et de Phyllis Anne Montagu Douglas Scott, petite-fille du 6e duc de Buccleuch et du 7e duc de Rutland. Hugh Delamere (comme l'appellent sa famille et ses amis) est un descendant indirect de Robert Walpole, le premier Premier ministre du Royaume-Uni. Il fait ses études au Collège d'Eton, puis au Magdalene College, Cambridge. Diplômé d'un BA en 1955, il obtient un MA en 1959.
Le 11 avril 1964, il épouse Anne, fille de Patrick Muir Renison. Le couple a un fils: Thomas Patrick Gilbert Cholmondeley (généralement connu simplement sous le nom de Tom; 19 janvier 1968 - 17 août 2016)

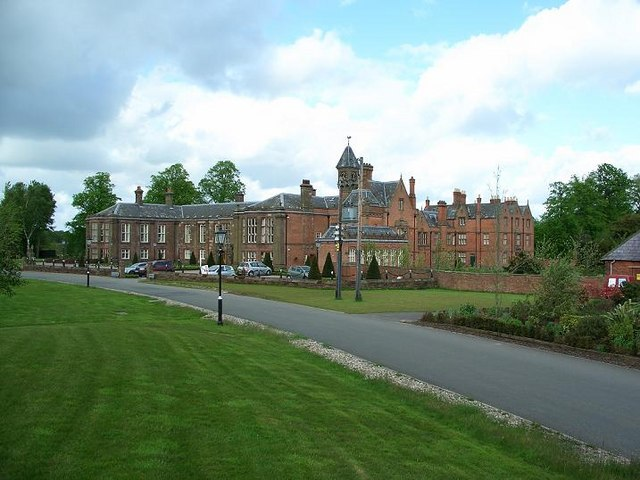
Vale Royal Great House, ancien siège des barons de Delamere - vendu en 1947

Pendant cette période, la famille Cholmondeley continue à posséder des terres dans le Cheshire et à détenir d'autres propriétés dans le pays; mais l'ancien siège baronnial de Abbaye de Vale Royal est vendu en 1947. Il hérite du titre de son père le 13 avril 1979. Le titre Delamere et la branche de la famille Cholmondeley sont originaires du Cheshire, donc en 1987, on lui demande de devenir juge de paix.
Lord Delamere a vécu, travaillé et investi la majeure partie de sa vie dans la construction de l'État moderne du Kenya. Depuis 2003, il vit dans ses vastes domaines de Sugoni Farm, Soysambu, Elmenteita, Kenya.
Lord Hugh Delamere meurt le 7 octobre 2024 à l’âge de 90 ans.